# シブサワ・コウ アーカイブス
『シブサワ・コウ アーカイブス』は、コーエーテクモゲームスの創業者でありプロデューサーの襟川陽一がシブサワ・コウ名義でゲームを発表して2016年で35周年を迎えたことを記念して、同社の初期のゲームソフトを復刻したWindows用ゲームソフトシリーズ。

## 解説
エミュレータによりWindows上で動かしている。公式な対応OSはWindows 7以降で、Vista以前のWindowsには対応していない。
Steamによるダウンロード販売となっている。ゲームをプレイするにはSteamクライアントのインストールとインターネットへの接続が必要となる。
発売日ごとに「第x弾」として表記されているが、単品販売であり作品ごとに購入可能。また期間限定でセット販売割引も行われている。
当時のソフトはフロッピーディスクを媒体としていたため、例えばセーブなどの手続きにおいて、ディスク交換を行う必要があった。この名残として、これら復刻版においてもセーブなどの際に「仮想ディスク」の交換（ウィンドウのツールバーにある「ドライブ」項目を開いて指定ディスク名にチェックを入れる）操作が必要である
なおSteamでは天翔記HD・革新・天道もアーカイブスとして定義されている